# Pond Seventy
Der Pond Seventy (englisch für Tümpel 70) ist ein kleiner See an der Scott-Küste des ostantarktischen Viktorialands. Er liegt am nördlichen Ausläufer der Brown-Halbinsel.
S. J. de Mora von der University of Auckland benannte ihn 1987, nachdem er bereits 69 weitere Seen in der Umgebung erkundet hatte.